# Kürthy Károly
Kürthy Károly (Dabolc, 1887. november 21. – Debrecen, 1957. augusztus 27.) erdélyi magyar református lelkész, költő, író.

## Életútja
Középiskoláit Szatmárnémetiben, a református teológiát Debrecenben végezte. Szamoskóródon, majd Halmiban lelkész. Versei és publicisztikai írásai különböző folyóiratokban, napi- és hetilapokban jelentek meg (Nagykároly és Vidéke, melynek 1912–1919 közt belső munkatársa is, valamint Ellenzék, Szamos, Cimbora, Nagyváradi Napló, Független Újság, Reformátusok Lapja).
Művei közül Asztalos György (1822–1918) élete (Nagykároly, 1918) egy jeles helytörténész életpályájának, munkásságának bemutatása, Virágos kertemből (Nagykároly, 1921) c. verseskötete lírai élményeit örökíti meg és számos szociális ihletésű vallásos verset közöl. Háromfelvonásos mesejátéka a János vitéz (Szatmár, 1931). Több verse jelent meg a Berde Mária szerkesztette Istenes énekek (Nagyvárad, 1939) c. antológiában.